# Tour du Maroc 2017
La 30e édition du Tour du Maroc a lieu du 7 au 16 avril 2017. Elle fait partie du calendrier UCI Africa Tour 2017 en catégorie 2.2.

## Équipes
| Équipe continentale professionnelle- UnitedHealthcare Équipes continentales (9)- Staki-Technorama - Synergy Baku Project - Dukla Banská Bystrica - VIB Bikes - Hrinkow Advarics Cycleang - Kuwait-Cartucho.es - Vélo Club Sovac - Cyclesport.se-Memil - Team Sauerland NRW p/b Henley & Partners Équipe nationale- Maroc Équipes régionales et de clubs (2)- Vendée U Pays de la Loire - Naturablue |
| |

## Étapes
| Étape     | Date    | Villes étapes          | type                      | Distance (km) | Vainqueur d'étape   | Leader du classement général |
| --------- | ------- | ---------------------- | ------------------------- | ------------- | ------------------- | ---------------------------- |
| 1re étape | 7 avr.  | Benslimane – Kenitra   | étape de moyenne montagne | 148,7         | Kirill Pozdnyakov   | Kirill Pozdnyakov            |
| 2e étape  | 8 avr.  | Kenitra – El araich    | étape de moyenne montagne | 146           | Luke Keough         | Kirill Pozdnyakov            |
| 3e étape  | 9 avr.  | Tanger – Martil        | étape de moyenne montagne | 145,1         | Luke Keough         | Simon Sellier                |
| 4e étape  | 10 avr. | Oued Laou – Al Hoceïma | étape de montagne         | 191,5         | Kirill Pozdnyakov   | Anass Aït El Abdia           |
| 5e étape  | 11 avr. | Al Hoceïma – Nador     | étape de moyenne montagne | 155           | Ben Hetherington    | Anass Aït El Abdia           |
| 6e étape  | 12 avr. | Nador – Oujda          | étape vallonnée           | 161           | Salaheddine Mraouni | Anass Aït El Abdia           |
| 7e étape  | 13 avr. | Guercif – Fès          | étape vallonnée           | 184,5         | Elchin Asadov       | Anass Aït El Abdia           |
| 8e étape  | 14 avr. | Fès – Meknès           | étape de montagne         | 148,5         | Paulius Šiškevičius | Anass Aït El Abdia           |
| 9e étape  | 15 avr. | Meknès – Rabat         | étape de moyenne montagne | 138,2         | Luke Keough         | Anass Aït El Abdia           |
| 10e étape | 16 avr. | Rabat – Casablanca     | étape de plaine           | 120           | Ahmed Galdoune      | Anass Aït El Abdia           |

## Déroulement de la course

### 1reétape
| \| Classement de l'étape \| Classement de l'étape \| Classement de l'étape \| Classement de l'étape \| Classement de l'étape \| \| Coureur \| Coureur \| Pays \| Équipe \| Temps \| \| --------------------- \| --------------------- \| --------------------- \| --------------------------------------- \| --------------------- \| \| 1er \| Kirill Pozdnyakov \| Azerbaijan \| Synergy Baku Cycling Project \| 3 h 31 min 51 s \| \| 2e \| Tanner Putt \| États-Unis \| UnitedHealthcare \| + 13 s \| \| 3e \| Simon Sellier \| France \| Vendée U Pays de la Loire \| + 13 s \| \| 4e \| Anass Aït El Abdia \| Maroc \| Maroc \| + 13 s \| \| 5e \| Christian Mager \| Allemagne \| Team Sauerland NRW p/b Henly & Partners \| + 13 s \| \| 6e \| Islam Mansouri \| Algérie \| Vélo Club Sovac \| + 13 s \| \| 7e \| Mouhssine Lahsaini \| Maroc \| Maroc \| + 13 s \| \| 8e \| Axel Journiaux \| France \| Vendée U Pays de la Loire \| + 13 s \| \| 9e \| Elchin Asadov \| Azerbaijan \| Synergy Baku Cycling Project \| + 2 min 22 s \| \| 10e \| Yannick Janssen \| Pays-Bas \| Memil Pro Cycling \| + 2 min 22 s \| |                    |            |                                         |                 |
| |                    |            |                                         |                 |
| Source : ProCyclingStats |                    |            |                                         |                 |
| Classement de l'étape |                    |            |                                         |                 |
| Coureur | Coureur            | Pays       | Équipe                                  | Temps           |
| 1er | Kirill Pozdnyakov  | Azerbaijan | Synergy Baku Cycling Project            | 3 h 31 min 51 s |
| 2e | Tanner Putt        | États-Unis | UnitedHealthcare                        | + 13 s          |
| 3e | Simon Sellier      | France     | Vendée U Pays de la Loire               | + 13 s          |
| 4e | Anass Aït El Abdia | Maroc      | Maroc                                   | + 13 s          |
| 5e | Christian Mager    | Allemagne  | Team Sauerland NRW p/b Henly & Partners | + 13 s          |
| 6e | Islam Mansouri     | Algérie    | Vélo Club Sovac                         | + 13 s          |
| 7e | Mouhssine Lahsaini | Maroc      | Maroc                                   | + 13 s          |
| 8e | Axel Journiaux     | France     | Vendée U Pays de la Loire               | + 13 s          |
| 9e | Elchin Asadov      | Azerbaijan | Synergy Baku Cycling Project            | + 2 min 22 s    |
| 10e | Yannick Janssen    | Pays-Bas   | Memil Pro Cycling                       | + 2 min 22 s    |

| \| Classement général \| Classement général \| Classement général \| Classement général \| Classement général \| \| Coureur \| Coureur \| Pays \| Équipe \| Temps \| \| ------------------ \| ------------------ \| ------------------ \| --------------------------------------- \| ------------------ \| \| 1er \| Kirill Pozdnyakov \| Azerbaijan \| Synergy Baku Cycling Project \| 3 h 31 min 41 s \| \| 2e \| Tanner Putt \| États-Unis \| UnitedHealthcare \| + 17 s \| \| 3e \| Simon Sellier \| France \| Vendée U Pays de la Loire \| + 19 s \| \| 4e \| Islam Mansouri \| Algérie \| Vélo Club Sovac \| + 20 s \| \| 5e \| Mouhssine Lahsaini \| Maroc \| Maroc \| + 21 s \| \| 6e \| Anass Aït El Abdia \| Maroc \| Maroc \| + 23 s \| \| 7e \| Christian Mager \| Allemagne \| Team Sauerland NRW p/b Henly & Partners \| + 23 s \| \| 8e \| Axel Journiaux \| France \| Vendée U Pays de la Loire \| + 23 s \| \| 9e \| Elchin Asadov \| Azerbaijan \| Synergy Baku Cycling Project \| + 2 min 32 s \| \| 10e \| Yannick Janssen \| Pays-Bas \| Memil Pro Cycling \| + 2 min 32 s \| |                    |            |                                         |                 |
| |                    |            |                                         |                 |
| Source : ProCyclingStats |                    |            |                                         |                 |
| Classement général |                    |            |                                         |                 |
| Coureur | Coureur            | Pays       | Équipe                                  | Temps           |
| 1er | Kirill Pozdnyakov  | Azerbaijan | Synergy Baku Cycling Project            | 3 h 31 min 41 s |
| 2e | Tanner Putt        | États-Unis | UnitedHealthcare                        | + 17 s          |
| 3e | Simon Sellier      | France     | Vendée U Pays de la Loire               | + 19 s          |
| 4e | Islam Mansouri     | Algérie    | Vélo Club Sovac                         | + 20 s          |
| 5e | Mouhssine Lahsaini | Maroc      | Maroc                                   | + 21 s          |
| 6e | Anass Aït El Abdia | Maroc      | Maroc                                   | + 23 s          |
| 7e | Christian Mager    | Allemagne  | Team Sauerland NRW p/b Henly & Partners | + 23 s          |
| 8e | Axel Journiaux     | France     | Vendée U Pays de la Loire               | + 23 s          |
| 9e | Elchin Asadov      | Azerbaijan | Synergy Baku Cycling Project            | + 2 min 32 s    |
| 10e | Yannick Janssen    | Pays-Bas   | Memil Pro Cycling                       | + 2 min 32 s    |

### 2eétape
| \| Classement de l'étape \| Classement de l'étape \| Classement de l'étape \| Classement de l'étape \| Classement de l'étape \| \| Coureur \| Coureur \| Pays \| Équipe \| Temps \| \| --------------------- \| --------------------- \| --------------------- \| --------------------------------------- \| --------------------- \| \| 1er \| Luke Keough \| États-Unis \| UnitedHealthcare \| 3 h 36 min 36 s \| \| 2e \| Ahmed Galdoune \| Maroc \| \| + 0 s \| \| 3e \| Mounir Makhchoun \| Maroc \| VIB Bikes \| + 0 s \| \| 4e \| Nikolai Shumov \| Biélorussie \| \| + 0 s \| \| 5e \| Anass Aït El Abdia \| Maroc \| Maroc \| + 0 s \| \| 6e \| Mario Meris \| Italie \| \| + 0 s \| \| 7e \| Gediminas Kaupas \| Lituanie \| Staki-Technorama \| + 0 s \| \| 8e \| Andrea Villanti \| Italie \| \| + 0 s \| \| 9e \| Christoph Schweizer \| Allemagne \| Team Sauerland NRW p/b Henly & Partners \| + 0 s \| \| 10e \| Soufiane Sahbaoui \| Maroc \| VIB Bikes \| + 0 s \| |                     |             |                                         |                 |
| |                     |             |                                         |                 |
| Source : ProCyclingStats |                     |             |                                         |                 |
| Classement de l'étape |                     |             |                                         |                 |
| Coureur | Coureur             | Pays        | Équipe                                  | Temps           |
| 1er | Luke Keough         | États-Unis  | UnitedHealthcare                        | 3 h 36 min 36 s |
| 2e | Ahmed Galdoune      | Maroc       |                                         | + 0 s           |
| 3e | Mounir Makhchoun    | Maroc       | VIB Bikes                               | + 0 s           |
| 4e | Nikolai Shumov      | Biélorussie |                                         | + 0 s           |
| 5e | Anass Aït El Abdia  | Maroc       | Maroc                                   | + 0 s           |
| 6e | Mario Meris         | Italie      |                                         | + 0 s           |
| 7e | Gediminas Kaupas    | Lituanie    | Staki-Technorama                        | + 0 s           |
| 8e | Andrea Villanti     | Italie      |                                         | + 0 s           |
| 9e | Christoph Schweizer | Allemagne   | Team Sauerland NRW p/b Henly & Partners | + 0 s           |
| 10e | Soufiane Sahbaoui   | Maroc       | VIB Bikes                               | + 0 s           |

| \| Classement général \| Classement général \| Classement général \| Classement général \| Classement général \| \| Coureur \| Coureur \| Pays \| Équipe \| Temps \| \| ------------------ \| ------------------ \| ------------------ \| --------------------------------------- \| ------------------ \| \| 1er \| Kirill Pozdnyakov \| Azerbaijan \| Synergy Baku Cycling Project \| 7 h 08 min 17 s \| \| 2e \| Simon Sellier \| France \| Vendée U Pays de la Loire \| + 16 s \| \| 3e \| Tanner Putt \| États-Unis \| UnitedHealthcare \| + 17 s \| \| 4e \| Mouhssine Lahsaini \| Maroc \| Maroc \| + 21 s \| \| 5e \| Anass Aït El Abdia \| Maroc \| Maroc \| + 23 s \| \| 6e \| Axel Journiaux \| France \| Vendée U Pays de la Loire \| + 23 s \| \| 7e \| Christian Mager \| Allemagne \| Team Sauerland NRW p/b Henly & Partners \| + 23 s \| \| 8e \| Ahmed Galdoune \| Maroc \| \| + 2 min 26 s \| \| 9e \| Yannick Janssen \| Pays-Bas \| Memil Pro Cycling \| + 2 min 30 s \| \| 10e \| Soufiane Sahbaoui \| Maroc \| VIB Bikes \| + 2 min 32 s \| |                    |            |                                         |                 |
| |                    |            |                                         |                 |
| Source : ProCyclingStats |                    |            |                                         |                 |
| Classement général |                    |            |                                         |                 |
| Coureur | Coureur            | Pays       | Équipe                                  | Temps           |
| 1er | Kirill Pozdnyakov  | Azerbaijan | Synergy Baku Cycling Project            | 7 h 08 min 17 s |
| 2e | Simon Sellier      | France     | Vendée U Pays de la Loire               | + 16 s          |
| 3e | Tanner Putt        | États-Unis | UnitedHealthcare                        | + 17 s          |
| 4e | Mouhssine Lahsaini | Maroc      | Maroc                                   | + 21 s          |
| 5e | Anass Aït El Abdia | Maroc      | Maroc                                   | + 23 s          |
| 6e | Axel Journiaux     | France     | Vendée U Pays de la Loire               | + 23 s          |
| 7e | Christian Mager    | Allemagne  | Team Sauerland NRW p/b Henly & Partners | + 23 s          |
| 8e | Ahmed Galdoune     | Maroc      |                                         | + 2 min 26 s    |
| 9e | Yannick Janssen    | Pays-Bas   | Memil Pro Cycling                       | + 2 min 30 s    |
| 10e | Soufiane Sahbaoui  | Maroc      | VIB Bikes                               | + 2 min 32 s    |

### 3eétape
| \| Classement de l'étape \| Classement de l'étape \| Classement de l'étape \| Classement de l'étape \| Classement de l'étape \| \| Coureur \| Coureur \| Pays \| Équipe \| Temps \| \| --------------------- \| --------------------- \| --------------------- \| ------------------------- \| --------------------- \| \| 1er \| Luke Keough \| États-Unis \| UnitedHealthcare \| 3 h 48 min 50 s \| \| 2e \| Soufiane Sahbaoui \| Maroc \| VIB Bikes \| + 0 s \| \| 3e \| Ahmed Galdoune \| Maroc \| \| + 0 s \| \| 4e \| Tanner Putt \| États-Unis \| UnitedHealthcare \| + 0 s \| \| 5e \| Simon Sellier \| France \| Vendée U Pays de la Loire \| \| \| 6e \| Gediminas Kaupas \| Lituanie \| Staki-Technorama \| + 0 s \| \| 7e \| Mouhssine Lahsaini \| Maroc \| Maroc \| + 0 s \| \| 8e \| Umberto Marengo \| Italie \| Gallina-Colosio-Eurofeed \| + 0 s \| \| 9e \| Anass Aït El Abdia \| Maroc \| Maroc \| + 0 s \| \| 10e \| Lahcen Saber \| Maroc \| Maroc \| + 0 s \| |                    |            |                           |                 |
| |                    |            |                           |                 |
| Source : ProCyclingStats |                    |            |                           |                 |
| Classement de l'étape |                    |            |                           |                 |
| Coureur | Coureur            | Pays       | Équipe                    | Temps           |
| 1er | Luke Keough        | États-Unis | UnitedHealthcare          | 3 h 48 min 50 s |
| 2e | Soufiane Sahbaoui  | Maroc      | VIB Bikes                 | + 0 s           |
| 3e | Ahmed Galdoune     | Maroc      |                           | + 0 s           |
| 4e | Tanner Putt        | États-Unis | UnitedHealthcare          | + 0 s           |
| 5e | Simon Sellier      | France     | Vendée U Pays de la Loire |                 |
| 6e | Gediminas Kaupas   | Lituanie   | Staki-Technorama          | + 0 s           |
| 7e | Mouhssine Lahsaini | Maroc      | Maroc                     | + 0 s           |
| 8e | Umberto Marengo    | Italie     | Gallina-Colosio-Eurofeed  | + 0 s           |
| 9e | Anass Aït El Abdia | Maroc      | Maroc                     | + 0 s           |
| 10e | Lahcen Saber       | Maroc      | Maroc                     | + 0 s           |

| \| Classement général \| Classement général \| Classement général \| Classement général \| Classement général \| \| Coureur \| Coureur \| Pays \| Équipe \| Temps \| \| ------------------ \| ------------------ \| ------------------ \| ------------------------- \| ------------------ \| \| 1er \| Simon Sellier \| France \| Vendée U Pays de la Loire \| 10 h 57 min 21 s \| \| 2e \| Anass Aït El Abdia \| Maroc \| Maroc \| + 2 s \| \| 3e \| Tanner Putt \| États-Unis \| UnitedHealthcare \| + 2 s \| \| 4e \| Mouhssine Lahsaini \| Maroc \| Maroc \| + 7 s \| \| 5e \| Ahmed Galdoune \| Maroc \| \| + 2 min 08 s \| \| 6e \| Luke Keough \| États-Unis \| UnitedHealthcare \| + 2 min 08 s \| \| 7e \| Soufiane Sahbaoui \| Maroc \| VIB Bikes \| + 2 min 10 s \| \| 8e \| Gediminas Kaupas \| Lituanie \| Staki-Technorama \| + 2 min 18 s \| \| 9e \| Lahcen Saber \| Maroc \| Maroc \| + 2 min 18 s \| \| 10e \| Umberto Marengo \| Italie \| Gallina-Colosio-Eurofeed \| + 2 min 21 s \| |                    |            |                           |                  |
| |                    |            |                           |                  |
| Source : ProCyclingStats |                    |            |                           |                  |
| Classement général |                    |            |                           |                  |
| Coureur | Coureur            | Pays       | Équipe                    | Temps            |
| 1er | Simon Sellier      | France     | Vendée U Pays de la Loire | 10 h 57 min 21 s |
| 2e | Anass Aït El Abdia | Maroc      | Maroc                     | + 2 s            |
| 3e | Tanner Putt        | États-Unis | UnitedHealthcare          | + 2 s            |
| 4e | Mouhssine Lahsaini | Maroc      | Maroc                     | + 7 s            |
| 5e | Ahmed Galdoune     | Maroc      |                           | + 2 min 08 s     |
| 6e | Luke Keough        | États-Unis | UnitedHealthcare          | + 2 min 08 s     |
| 7e | Soufiane Sahbaoui  | Maroc      | VIB Bikes                 | + 2 min 10 s     |
| 8e | Gediminas Kaupas   | Lituanie   | Staki-Technorama          | + 2 min 18 s     |
| 9e | Lahcen Saber       | Maroc      | Maroc                     | + 2 min 18 s     |
| 10e | Umberto Marengo    | Italie     | Gallina-Colosio-Eurofeed  | + 2 min 21 s     |

### 4eétape
| \| Classement de l'étape \| Classement de l'étape \| Classement de l'étape \| Classement de l'étape \| Classement de l'étape \| \| Coureur \| Coureur \| Pays \| Équipe \| Temps \| \| --------------------- \| --------------------- \| --------------------- \| --------------------------------------- \| --------------------- \| \| 1er \| Kirill Pozdnyakov \| Azerbaijan \| Synergy Baku Cycling Project \| 5 h 28 min 15 s \| \| 2e \| Christian Mager \| Allemagne \| Team Sauerland NRW p/b Henly & Partners \| + 13 s \| \| 3e \| Christopher Jones \| États-Unis \| UnitedHealthcare \| + 30 s \| \| 4e \| Axel Journiaux \| France \| Vendée U Pays de la Loire \| + 30 s \| \| 5e \| Anass Aït El Abdia \| Maroc \| Maroc \| + 30 s \| \| 6e \| Josip Rumac \| Croatie \| Synergy Baku Cycling Project \| + 36 s \| \| 7e \| José Manuel Gutiérrez \| Espagne \| Kuwait-Cartucho.es \| + 11 min 03 s \| \| 8e \| Marlon Gaillard \| France \| Vendée U Pays de la Loire \| + 11 min 14 s \| \| 9e \| Paulius Šiškevičius \| Lituanie \| Staki-Technorama \| + 11 min 14 s \| \| 10e \| Dominik Hrinkow \| Autriche \| Hrinkow Advarics Cycleang \| + 11 min 14 s \| |                       |            |                                         |                 |
| |                       |            |                                         |                 |
| Source : ProCyclingStats |                       |            |                                         |                 |
| Classement de l'étape |                       |            |                                         |                 |
| Coureur | Coureur               | Pays       | Équipe                                  | Temps           |
| 1er | Kirill Pozdnyakov     | Azerbaijan | Synergy Baku Cycling Project            | 5 h 28 min 15 s |
| 2e | Christian Mager       | Allemagne  | Team Sauerland NRW p/b Henly & Partners | + 13 s          |
| 3e | Christopher Jones     | États-Unis | UnitedHealthcare                        | + 30 s          |
| 4e | Axel Journiaux        | France     | Vendée U Pays de la Loire               | + 30 s          |
| 5e | Anass Aït El Abdia    | Maroc      | Maroc                                   | + 30 s          |
| 6e | Josip Rumac           | Croatie    | Synergy Baku Cycling Project            | + 36 s          |
| 7e | José Manuel Gutiérrez | Espagne    | Kuwait-Cartucho.es                      | + 11 min 03 s   |
| 8e | Marlon Gaillard       | France     | Vendée U Pays de la Loire               | + 11 min 14 s   |
| 9e | Paulius Šiškevičius   | Lituanie   | Staki-Technorama                        | + 11 min 14 s   |
| 10e | Dominik Hrinkow       | Autriche   | Hrinkow Advarics Cycleang               | + 11 min 14 s   |

| \| Classement général \| Classement général \| Classement général \| Classement général \| Classement général \| \| Coureur \| Coureur \| Pays \| Équipe \| Temps \| \| ------------------ \| ------------------ \| ------------------ \| --------------------------------------- \| ------------------ \| \| 1er \| Anass Aït El Abdia \| Maroc \| Maroc \| 16 h 26 min 05 s \| \| 2e \| Christopher Jones \| États-Unis \| UnitedHealthcare \| + 6 min 04 s \| \| 3e \| Kirill Pozdnyakov \| Azerbaijan \| Synergy Baku Cycling Project \| + 9 min 41 s \| \| 4e \| Christian Mager \| Allemagne \| Team Sauerland NRW p/b Henly & Partners \| + 10 min 26 s \| \| 5e \| Axel Journiaux \| France \| Vendée U Pays de la Loire \| + 10 min 45 s \| \| 6e \| Mouhssine Lahsaini \| Maroc \| Maroc \| + 10 min 52 s \| \| 7e \| Simon Sellier \| France \| Vendée U Pays de la Loire \| + 10 min 53 s \| \| 8e \| Tanner Putt \| États-Unis \| UnitedHealthcare \| + 10 min 55 s \| \| 9e \| Soufiane Sahbaoui \| Maroc \| VIB Bikes \| + 12 min 55 s \| \| 10e \| Umberto Marengo \| Italie \| Gallina-Colosio-Eurofeed \| + 13 min 06 s \| |                    |            |                                         |                  |
| |                    |            |                                         |                  |
| Source : ProCyclingStats |                    |            |                                         |                  |
| Classement général |                    |            |                                         |                  |
| Coureur | Coureur            | Pays       | Équipe                                  | Temps            |
| 1er | Anass Aït El Abdia | Maroc      | Maroc                                   | 16 h 26 min 05 s |
| 2e | Christopher Jones  | États-Unis | UnitedHealthcare                        | + 6 min 04 s     |
| 3e | Kirill Pozdnyakov  | Azerbaijan | Synergy Baku Cycling Project            | + 9 min 41 s     |
| 4e | Christian Mager    | Allemagne  | Team Sauerland NRW p/b Henly & Partners | + 10 min 26 s    |
| 5e | Axel Journiaux     | France     | Vendée U Pays de la Loire               | + 10 min 45 s    |
| 6e | Mouhssine Lahsaini | Maroc      | Maroc                                   | + 10 min 52 s    |
| 7e | Simon Sellier      | France     | Vendée U Pays de la Loire               | + 10 min 53 s    |
| 8e | Tanner Putt        | États-Unis | UnitedHealthcare                        | + 10 min 55 s    |
| 9e | Soufiane Sahbaoui  | Maroc      | VIB Bikes                               | + 12 min 55 s    |
| 10e | Umberto Marengo    | Italie     | Gallina-Colosio-Eurofeed                | + 13 min 06 s    |

### 5eétape
| \| Classement de l'étape \| Classement de l'étape \| Classement de l'étape \| Classement de l'étape \| Classement de l'étape \| \| Coureur \| Coureur \| Pays \| Équipe \| Temps \| \| --------------------- \| --------------------- \| --------------------- \| ------------------------- \| --------------------- \| \| 1er \| Ben Hetherington \| Royaume-Uni \| Memil Pro Cycling \| 3 h 49 min 09 s \| \| 2e \| Nikolai Shumov \| Biélorussie \| \| + 10 s \| \| 3e \| Mounir Makhchoun \| Maroc \| VIB Bikes \| + 10 s \| \| 4e \| Ahmed Galdoune \| Maroc \| \| + 10 s \| \| 5e \| Francesco Mancini \| Italie \| \| + 10 s \| \| 6e \| Salaheddine Mraouni \| Maroc \| Kuwait-Cartucho.es \| + 10 s \| \| 7e \| Simon Sellier \| France \| Vendée U Pays de la Loire \| + 10 s \| \| 8e \| Edwin Torres \| Venezuela \| Kuwait-Cartucho.es \| + 10 s \| \| 9e \| Andreas Hofer \| Autriche \| Hrinkow Advarics Cycleang \| + 10 s \| \| 10e \| Anass Aït El Abdia \| Maroc \| Maroc \| + 10 s \| |                     |             |                           |                 |
| |                     |             |                           |                 |
| Source : ProCyclingStats |                     |             |                           |                 |
| Classement de l'étape |                     |             |                           |                 |
| Coureur | Coureur             | Pays        | Équipe                    | Temps           |
| 1er | Ben Hetherington    | Royaume-Uni | Memil Pro Cycling         | 3 h 49 min 09 s |
| 2e | Nikolai Shumov      | Biélorussie |                           | + 10 s          |
| 3e | Mounir Makhchoun    | Maroc       | VIB Bikes                 | + 10 s          |
| 4e | Ahmed Galdoune      | Maroc       |                           | + 10 s          |
| 5e | Francesco Mancini   | Italie      |                           | + 10 s          |
| 6e | Salaheddine Mraouni | Maroc       | Kuwait-Cartucho.es        | + 10 s          |
| 7e | Simon Sellier       | France      | Vendée U Pays de la Loire | + 10 s          |
| 8e | Edwin Torres        | Venezuela   | Kuwait-Cartucho.es        | + 10 s          |
| 9e | Andreas Hofer       | Autriche    | Hrinkow Advarics Cycleang | + 10 s          |
| 10e | Anass Aït El Abdia  | Maroc       | Maroc                     | + 10 s          |

| \| Classement général \| Classement général \| Classement général \| Classement général \| Classement général \| \| Coureur \| Coureur \| Pays \| Équipe \| Temps \| \| ------------------ \| ------------------ \| ------------------ \| --------------------------------------- \| ------------------ \| \| 1er \| Anass Aït El Abdia \| Maroc \| Maroc \| 20 h 15 min 24 s \| \| 2e \| Christopher Jones \| États-Unis \| UnitedHealthcare \| + 6 min 04 s \| \| 3e \| Kirill Pozdnyakov \| Azerbaijan \| Synergy Baku Cycling Project \| + 9 min 41 s \| \| 4e \| Christian Mager \| Allemagne \| Team Sauerland NRW p/b Henly & Partners \| + 10 min 26 s \| \| 5e \| Axel Journiaux \| France \| Vendée U Pays de la Loire \| + 10 min 45 s \| \| 6e \| Mouhssine Lahsaini \| Maroc \| Maroc \| + 10 min 52 s \| \| 7e \| Simon Sellier \| France \| Vendée U Pays de la Loire \| + 10 min 53 s \| \| 8e \| Tanner Putt \| États-Unis \| UnitedHealthcare \| + 10 min 55 s \| \| 9e \| Soufiane Sahbaoui \| Maroc \| VIB Bikes \| + 12 min 55 s \| \| 10e \| Umberto Marengo \| Italie \| Gallina-Colosio-Eurofeed \| + 13 min 06 s \| |                    |            |                                         |                  |
| |                    |            |                                         |                  |
| Source : ProCyclingStats |                    |            |                                         |                  |
| Classement général |                    |            |                                         |                  |
| Coureur | Coureur            | Pays       | Équipe                                  | Temps            |
| 1er | Anass Aït El Abdia | Maroc      | Maroc                                   | 20 h 15 min 24 s |
| 2e | Christopher Jones  | États-Unis | UnitedHealthcare                        | + 6 min 04 s     |
| 3e | Kirill Pozdnyakov  | Azerbaijan | Synergy Baku Cycling Project            | + 9 min 41 s     |
| 4e | Christian Mager    | Allemagne  | Team Sauerland NRW p/b Henly & Partners | + 10 min 26 s    |
| 5e | Axel Journiaux     | France     | Vendée U Pays de la Loire               | + 10 min 45 s    |
| 6e | Mouhssine Lahsaini | Maroc      | Maroc                                   | + 10 min 52 s    |
| 7e | Simon Sellier      | France     | Vendée U Pays de la Loire               | + 10 min 53 s    |
| 8e | Tanner Putt        | États-Unis | UnitedHealthcare                        | + 10 min 55 s    |
| 9e | Soufiane Sahbaoui  | Maroc      | VIB Bikes                               | + 12 min 55 s    |
| 10e | Umberto Marengo    | Italie     | Gallina-Colosio-Eurofeed                | + 13 min 06 s    |

### 6eétape
| \| Classement de l'étape \| Classement de l'étape \| Classement de l'étape \| Classement de l'étape \| Classement de l'étape \| \| Coureur \| Coureur \| Pays \| Équipe \| Temps \| \| --------------------- \| --------------------- \| --------------------- \| --------------------------------------- \| --------------------- \| \| 1er \| Salaheddine Mraouni \| Maroc \| Kuwait-Cartucho.es \| 3 h 52 min 36 s \| \| 2e \| Patrik Tybor \| Slovaquie \| Dukla Banská Bystrica \| + 0 s \| \| 3e \| Othmane El Afi \| Maroc \| \| + 1 min 32 s \| \| 4e \| Matt Boys \| Australie \| Kuwait-Cartucho.es \| + 1 min 32 s \| \| 5e \| Luke Keough \| États-Unis \| UnitedHealthcare \| + 2 min 45 s \| \| 6e \| Ahmed Galdoune \| Maroc \| \| + 2 min 45 s \| \| 7e \| Christoph Schweizer \| Allemagne \| Team Sauerland NRW p/b Henly & Partners \| + \| \| 8e \| Mounir Makhchoun \| Maroc \| VIB Bikes \| + \| \| 9e \| Edwin Torres \| Venezuela \| Kuwait-Cartucho.es \| + \| \| 10e \| Haitam Gaiz \| Maroc \| \| + \| |                     |            |                                         |                 |
| |                     |            |                                         |                 |
| Source : ProCyclingStats |                     |            |                                         |                 |
| Classement de l'étape |                     |            |                                         |                 |
| Coureur | Coureur             | Pays       | Équipe                                  | Temps           |
| 1er | Salaheddine Mraouni | Maroc      | Kuwait-Cartucho.es                      | 3 h 52 min 36 s |
| 2e | Patrik Tybor        | Slovaquie  | Dukla Banská Bystrica                   | + 0 s           |
| 3e | Othmane El Afi      | Maroc      |                                         | + 1 min 32 s    |
| 4e | Matt Boys           | Australie  | Kuwait-Cartucho.es                      | + 1 min 32 s    |
| 5e | Luke Keough         | États-Unis | UnitedHealthcare                        | + 2 min 45 s    |
| 6e | Ahmed Galdoune      | Maroc      |                                         | + 2 min 45 s    |
| 7e | Christoph Schweizer | Allemagne  | Team Sauerland NRW p/b Henly & Partners | +               |
| 8e | Mounir Makhchoun    | Maroc      | VIB Bikes                               | +               |
| 9e | Edwin Torres        | Venezuela  | Kuwait-Cartucho.es                      | +               |
| 10e | Haitam Gaiz         | Maroc      |                                         | +               |

| \| Classement général \| Classement général \| Classement général \| Classement général \| Classement général \| \| Coureur \| Coureur \| Pays \| Équipe \| Temps \| \| ------------------ \| ------------------ \| ------------------ \| --------------------------------------- \| ------------------ \| \| 1er \| Anass Aït El Abdia \| Maroc \| Maroc \| 24 h 10 min 55 s \| \| 2e \| Christopher Jones \| États-Unis \| UnitedHealthcare \| + 5 min 54 s \| \| 3e \| Kirill Pozdnyakov \| Azerbaijan \| Synergy Baku Cycling Project \| + 9 min 31 s \| \| 4e \| Axel Journiaux \| France \| Vendée U Pays de la Loire \| + 10 min 35 s \| \| 5e \| Mouhssine Lahsaini \| Maroc \| Maroc \| + 10 min 42 s \| \| 6e \| Simon Sellier \| France \| Vendée U Pays de la Loire \| + 10 min 43 s \| \| 7e \| Tanner Putt \| États-Unis \| UnitedHealthcare \| + 11 min 08 s \| \| 8e \| Soufiane Sahbaoui \| Maroc \| VIB Bikes \| + 12 min 45 s \| \| 9e \| Umberto Marengo \| Italie \| Gallina-Colosio-Eurofeed \| + 12 min 56 s \| \| 10e \| Christian Mager \| Allemagne \| Team Sauerland NRW p/b Henly & Partners \| + 14 min 54 s \| |                    |            |                                         |                  |
| |                    |            |                                         |                  |
| Source : ProCyclingStats |                    |            |                                         |                  |
| Classement général |                    |            |                                         |                  |
| Coureur | Coureur            | Pays       | Équipe                                  | Temps            |
| 1er | Anass Aït El Abdia | Maroc      | Maroc                                   | 24 h 10 min 55 s |
| 2e | Christopher Jones  | États-Unis | UnitedHealthcare                        | + 5 min 54 s     |
| 3e | Kirill Pozdnyakov  | Azerbaijan | Synergy Baku Cycling Project            | + 9 min 31 s     |
| 4e | Axel Journiaux     | France     | Vendée U Pays de la Loire               | + 10 min 35 s    |
| 5e | Mouhssine Lahsaini | Maroc      | Maroc                                   | + 10 min 42 s    |
| 6e | Simon Sellier      | France     | Vendée U Pays de la Loire               | + 10 min 43 s    |
| 7e | Tanner Putt        | États-Unis | UnitedHealthcare                        | + 11 min 08 s    |
| 8e | Soufiane Sahbaoui  | Maroc      | VIB Bikes                               | + 12 min 45 s    |
| 9e | Umberto Marengo    | Italie     | Gallina-Colosio-Eurofeed                | + 12 min 56 s    |
| 10e | Christian Mager    | Allemagne  | Team Sauerland NRW p/b Henly & Partners | + 14 min 54 s    |

### 7eétape
| \| Classement de l'étape \| Classement de l'étape \| Classement de l'étape \| Classement de l'étape \| Classement de l'étape \| \| Coureur \| Coureur \| Pays \| Équipe \| Temps \| \| --------------------- \| --------------------- \| --------------------- \| --------------------- \| --------------------- \| |         |      |        |       |
| |         |      |        |       |
| |         |      |        |       |
| Classement de l'étape |         |      |        |       |
| Coureur | Coureur | Pays | Équipe | Temps |

| \| Classement général \| Classement général \| Classement général \| Classement général \| Classement général \| \| Coureur \| Coureur \| Pays \| Équipe \| Temps \| \| ------------------ \| ------------------ \| ------------------ \| ------------------ \| ------------------ \| |         |      |        |       |
| |         |      |        |       |
| |         |      |        |       |
| Classement général |         |      |        |       |
| Coureur | Coureur | Pays | Équipe | Temps |

### 8eétape
| \| Classement de l'étape \| Classement de l'étape \| Classement de l'étape \| Classement de l'étape \| Classement de l'étape \| \| Coureur \| Coureur \| Pays \| Équipe \| Temps \| \| --------------------- \| --------------------- \| --------------------- \| --------------------- \| --------------------- \| |         |      |        |       |
| |         |      |        |       |
| |         |      |        |       |
| Classement de l'étape |         |      |        |       |
| Coureur | Coureur | Pays | Équipe | Temps |

| \| Classement général \| Classement général \| Classement général \| Classement général \| Classement général \| \| Coureur \| Coureur \| Pays \| Équipe \| Temps \| \| ------------------ \| ------------------ \| ------------------ \| ------------------ \| ------------------ \| |         |      |        |       |
| |         |      |        |       |
| |         |      |        |       |
| Classement général |         |      |        |       |
| Coureur | Coureur | Pays | Équipe | Temps |

### 9eétape
| \| Classement de l'étape \| Classement de l'étape \| Classement de l'étape \| Classement de l'étape \| Classement de l'étape \| \| Coureur \| Coureur \| Pays \| Équipe \| Temps \| \| --------------------- \| --------------------- \| --------------------- \| --------------------- \| --------------------- \| |         |      |        |       |
| |         |      |        |       |
| |         |      |        |       |
| Classement de l'étape |         |      |        |       |
| Coureur | Coureur | Pays | Équipe | Temps |

| \| Classement général \| Classement général \| Classement général \| Classement général \| Classement général \| \| Coureur \| Coureur \| Pays \| Équipe \| Temps \| \| ------------------ \| ------------------ \| ------------------ \| ------------------ \| ------------------ \| |         |      |        |       |
| |         |      |        |       |
| |         |      |        |       |
| Classement général |         |      |        |       |
| Coureur | Coureur | Pays | Équipe | Temps |

### 10eétape
| \| Classement de l'étape \| Classement de l'étape \| Classement de l'étape \| Classement de l'étape \| Classement de l'étape \| \| Coureur \| Coureur \| Pays \| Équipe \| Temps \| \| --------------------- \| --------------------- \| --------------------- \| --------------------- \| --------------------- \| |         |      |        |       |
| |         |      |        |       |
| |         |      |        |       |
| Classement de l'étape |         |      |        |       |
| Coureur | Coureur | Pays | Équipe | Temps |

| \| Classement général \| Classement général \| Classement général \| Classement général \| Classement général \| \| Coureur \| Coureur \| Pays \| Équipe \| Temps \| \| ------------------ \| ------------------ \| ------------------ \| ------------------ \| ------------------ \| |         |      |        |       |
| |         |      |        |       |
| |         |      |        |       |
| Classement général |         |      |        |       |
| Coureur | Coureur | Pays | Équipe | Temps |

## Classements finals

### Classement général
| \| Classement général \| Classement général \| Classement général \| Classement général \| Classement général \| \| Coureur \| Coureur \| Pays \| Équipe \| Temps \| \| ------------------ \| ------------------ \| ------------------ \| --------------------------------------- \| ------------------ \| \| 1er \| Anass Aït El Abdia \| Maroc \| Maroc \| 38 h 16 min 47 s \| \| 2e \| Christopher Jones \| États-Unis \| UnitedHealthcare \| + 5 min 54 s \| \| 3e \| Kirill Pozdnyakov \| Azerbaijan \| Synergy Baku Cycling Project \| + 9 min 31 s \| \| 4e \| Axel Journiaux \| France \| Vendée U Pays de la Loire \| + 10 min 35 s \| \| 5e \| Simon Sellier \| France \| Vendée U Pays de la Loire \| + 10 min 38 s \| \| 6e \| Mouhssine Lahsaini \| Maroc \| Maroc \| + 10 min 38 s \| \| 7e \| Soufiane Sahbaoui \| Maroc \| VIB Bikes \| + 12 min 45 s \| \| 8e \| Umberto Marengo \| Italie \| Gallina-Colosio-Eurofeed \| + 12 min 56 s \| \| 9e \| Tanner Putt \| États-Unis \| UnitedHealthcare \| + 13 min 25 s \| \| 10e \| Christian Mager \| Allemagne \| Team Sauerland NRW p/b Henly & Partners \| + 14 min 54 s \| |                    |            |                                         |                  |
| |                    |            |                                         |                  |
| Source : ProCyclingStats |                    |            |                                         |                  |
| Classement général |                    |            |                                         |                  |
| Coureur | Coureur            | Pays       | Équipe                                  | Temps            |
| 1er | Anass Aït El Abdia | Maroc      | Maroc                                   | 38 h 16 min 47 s |
| 2e | Christopher Jones  | États-Unis | UnitedHealthcare                        | + 5 min 54 s     |
| 3e | Kirill Pozdnyakov  | Azerbaijan | Synergy Baku Cycling Project            | + 9 min 31 s     |
| 4e | Axel Journiaux     | France     | Vendée U Pays de la Loire               | + 10 min 35 s    |
| 5e | Simon Sellier      | France     | Vendée U Pays de la Loire               | + 10 min 38 s    |
| 6e | Mouhssine Lahsaini | Maroc      | Maroc                                   | + 10 min 38 s    |
| 7e | Soufiane Sahbaoui  | Maroc      | VIB Bikes                               | + 12 min 45 s    |
| 8e | Umberto Marengo    | Italie     | Gallina-Colosio-Eurofeed                | + 12 min 56 s    |
| 9e | Tanner Putt        | États-Unis | UnitedHealthcare                        | + 13 min 25 s    |
| 10e | Christian Mager    | Allemagne  | Team Sauerland NRW p/b Henly & Partners | + 14 min 54 s    |

## Évolution des classements
| Étape              | Vainqueur            | Classement général | Classement par points | Classement de la montagne | Classement du sprint | Classement du meilleur jeune | Classement par équipes    |
| ------------------ | -------------------- | ------------------ | --------------------- | ------------------------- | -------------------- | ---------------------------- | ------------------------- |
| 1                  | Kirill Pozdnyakov,   | Kirill Pozdnyakov  | Kirill Pozdnyakov     | Adil Jelloul              | Islam Mansouri       | Simon Sellier                | Équipe nationale du Maroc |
| 2                  | Luke Keough          | Kirill Pozdnyakov  | Kirill Pozdnyakov     | Adil Jelloul              | Simon Sellier        | Simon Sellier                | Équipe nationale du Maroc |
| 3                  | Luke Keough          | Simon Sellier      | Luke Keough           | Lahcen Saber              | Anass Aït El Abdia   | Simon Sellier                | Équipe nationale du Maroc |
| 4                  | Kirill Pozdnyakov    | Anass Aït El Abdia | Kirill Pozdnyakov     | Josip Rumac               | Anass Aït El Abdia   | Axel Journiaux               | Équipe nationale du Maroc |
| 5                  | Ben Hetherington     | Anass Aït El Abdia | Kirill Pozdnyakov     | Josip Rumac               | Anass Aït El Abdia   | Axel Journiaux               | Équipe nationale du Maroc |
| 6                  | Salaheddine Mraouni  | Anass Aït El Abdia | Luke Keough           | Josip Rumac               | Anass Aït El Abdia   | Axel Journiaux               | Équipe nationale du Maroc |
| 7                  | Elchin Asadov        | Anass Aït El Abdia | Ahmed Amine Galdoune  | Josip Rumac               | Anass Aït El Abdia   | Axel Journiaux               | Équipe nationale du Maroc |
| 8                  | Paulius Siskevicius  | Anass Aït El Abdia | Ahmed Amine Galdoune  | Josip Rumac               | Anass Aït El Abdia   | Axel Journiaux               | Équipe nationale du Maroc |
| 9                  | Luke Keough          | Anass Aït El Abdia | Ahmed Amine Galdoune  | Josip Rumac               | Anass Aït El Abdia   | Axel Journiaux               | Équipe nationale du Maroc |
| 10                 | Ahmed Amine Galdoune | Anass Aït El Abdia | Ahmed Amine Galdoune  | Josip Rumac               | Salaheddine Mraouni  | Axel Journiaux               | Équipe nationale du Maroc |
| Classements finals | Classements finals   | Anass Aït El Abdia | Ahmed Amine Galdoune  | Josip Rumac               | Salaheddine Mraouni  | Axel Journiaux               | Équipe nationale du Maroc |

## Liste des participants
- Liste de départ complète

| Légende                                | Légende                                                                                         | Légende                                                                    | Légende                                                                                                  |
| -------------------------------------- | ----------------------------------------------------------------------------------------------- | -------------------------------------------------------------------------- | --- |
| Num                                    | Dossard de départ porté par le coureur sur ce Tour du Maroc                                     | Pos                                                                        | Position finale au classement général                                                                    |
| Leader du classement général           | Indique le vainqueur du classement général                                                      | Leader du classement par points                                            | Indique le vainqueur du classement par points                                                            |
| Leader du classement de la montagne    | Indique le vainqueur du classement de la montagne                                               | [[Fichier:\|20px\|class=noviewer\|Leader du classement des points chauds]] | Indique le vainqueur du classement des points chauds                                                     |
| Leader du classement du meilleur jeune | Indique le vainqueur du classement du meilleur jeune                                            |                                                                            | Indique un maillot de champion national ou mondial, suivi de sa spécialité                               |
| #                                      | Indique la meilleure équipe                                                                     | NP                                                                         | Indique un coureur qui n'a pas pris le départ d'une étape, suivi du numéro de l'étape où il s'est retiré |
| AB                                     | Indique un coureur qui n'a pas terminé une étape, suivi du numéro de l'étape où il s'est retiré | HD                                                                         | Indique un coureur qui a terminé une étape hors des délais, suivi du numéro de l'étape                   |
| DSQ                                    | Indique un coureur qui a été disqualifié de la course, suivi du numéro de l'étape               | *                                                                          | Indique un coureur en lice pour le classement du meilleur jeune (coureurs nés après le 1er janvier 1995) |

| Équipe nationale du Maroc MAR             | Équipe nationale du Maroc MAR | Équipe nationale du Maroc MAR |
| ----------------------------------------- | ----------------------------- | ----------------------------- |
| Num                                       | Coureur                       | Pos                           |
| 1                                         | Mouhssine Lahsaini (MAR)      |                               |
| 2                                         | Anass Aït El Abdia (MAR)      |                               |
| 3                                         | Adil Jelloul (MAR)            |                               |
| 4                                         | Mohamed Er Rafai (MAR)        |                               |
| 5                                         | Lahcen Saber (MAR)            |                               |
| 6                                         | Essaïd Abelouache (MAR)       |                               |
| Directeur sportif : Olivier Paret-Peintre |                               |                               |

| Maroc Régionale Nord MRN          | Maroc Régionale Nord MRN | Maroc Régionale Nord MRN |
| --------------------------------- | ------------------------ | ------------------------ |
| Num                               | Coureur                  | Pos                      |
| 61                                | Mohsin Annachnach (MAR)* |                          |
| 62                                | Hatim Karmouchi (MAR)    |                          |
| 63                                | Hicham Benouzza (MAR)    |                          |
| 64                                | Badr Iferd (MAR)         |                          |
| 65                                | Ilyass Rabihi (MAR)*     |                          |
| 66                                | Aziz Chaqri (MAR)        |                          |
| Directeur sportif : Mohamed Bilal |                          |                          |

| Maroc Régionale Sud MRS          | Maroc Régionale Sud MRS    | Maroc Régionale Sud MRS |
| -------------------------------- | -------------------------- | ----------------------- |
| Num                              | Coureur                    | Pos                     |
| 141                              | Othmane El Afi (MAR)       |                         |
| 142                              | El Houçaine Sabbahi (MAR)* |                         |
| 143                              | Lahcen Sabbahi (MAR)*      |                         |
| 144                              | Abdellah Hida (MAR)        |                         |
| 145                              | Haitam Gaiz (MAR)          |                         |
| 146                              | Ahmed El Hanafi (MAR)      |                         |
| Directeur sportif : Ahmed Rhaili |                            |                         |

| Équipe nationale de Tunisie TUN | Équipe nationale de Tunisie TUN | Équipe nationale de Tunisie TUN |
| ------------------------------- | ------------------------------- | ------------------------------- |
| Num                             | Coureur                         | Pos                             |
| 151                             | Hassen Ben Nasser (TUN)         |                                 |
| 152                             | Maher Hasnaoui (TUN)            |                                 |
| 153                             | Ali Nouisri (TUN)               |                                 |
| 154                             | Nadhem Ben Amor (TUN)           |                                 |
| 155                             | Foued Massaoudi (TUN)*          |                                 |
| 156                             | Achraf Tliba (TUN)*             |                                 |
| Directeur sportif : Ali Mrayhi  |                                 |                                 |

| Vélo Club Sovac VCS                  | Vélo Club Sovac VCS            | Vélo Club Sovac VCS |
| ------------------------------------ | ------------------------------ | ------------------- |
| Num                                  | Coureur                        | Pos                 |
| 171                                  | Islam Mansouri (ALG)*          |                     |
| 172                                  | Oussama Mansouri (ALG)*        |                     |
| 173                                  | Mohamed Bouzidi (ALG)          |                     |
| 174                                  | Hichem Amari (ALG)*            |                     |
| 175                                  | Hicham Mokhtari (ALG)*         |                     |
| 176                                  | Mohamed Amine Belabessi (ALG)* |                     |
| Directeur sportif : Mohamed Mokhtari |                                |                     |

| Kuwait-Cartucho.es KWC            | Kuwait-Cartucho.es KWC      | Kuwait-Cartucho.es KWC |
| --------------------------------- | --------------------------- | ---------------------- |
| Num                               | Coureur                     | Pos                    |
| 191                               | Salah Eddine Mraouni (MAR)  |                        |
| 192                               | Axel Costa (ESP)            |                        |
| 193                               | José Manuel Gutiérrez (ESP) |                        |
| 194                               | Edwin Torres (VEN)*         |                        |
| 195                               | Matt Boys (AUS)             |                        |
| 196                               |                             |                        |
| Directeur sportif : Angel Hurtado |                             |                        |